# José Alonso (Leichtathlet)
José Alonso (José Alonso Valero; * 12. Februar 1957 in El Vendrell) ist ein ehemaliger spanischer Sprinter und Hürdenläufer.

## Werdegang
Im 400-Meter-Hürdenlauf wurde er zehnmal nationaler Meister (1977, 1978, 1980, 1984–1990). Bei den Europameisterschaften 1978 in Prag wurde er Siebter. 1983, 1986 und 1988 gewann er bei den Ibero-Amerikanischen Meisterschaften, 1983 und 1987 bei den Mittelmeerspielen Gold. Bei den Weltmeisterschaften 1983 erreichte er das Halbfinale, bei den Olympischen Spielen 1984 in Los Angeles schied er im Vorlauf aus, und bei den Europameisterschaften 1986 in Stuttgart wurde er Sechster. 1987 wurde er bei den Weltmeisterschaften in Rom Achter, und im Jahr darauf kam er bei den Olympischen Spielen in Seoul ins Halbfinale. Bei den Europameisterschaften 1990 in Split wurde er Siebter.
Im 400-Meter-Lauf wurde er viermal spanischer Hallenmeister (1985, 1987, 1988, 1990). Bei den Halleneuropameisterschaften gewann er in dieser Disziplin 1985 in Piräus Bronze und 1986 in Madrid.

### Dopingverdacht 2010
Nach seiner sportlichen Karriere betreute er als Manager verschiedene spanische und marokkanische Leichtathleten. Im Dezember 2010 wurde er bei einer im Gefolge des Dopingskandals Fuentes durchgeführten Razzia zusammen mit seinen Klienten Marta Domínguez und Alberto García, dem Sportarzt Eufemiano Fuentes und zehn weiteren Personen unter dem Verdacht verhaftet, Handel mit Dopingpräparaten betrieben zu haben.

## Persönliche Bestzeiten
- 400 m Hürden: 49,00 s, 31. August 1987, Rom (spanischer Rekord)
- 400 m (Halle): 46,52 s, 3. März 1985, Piräus